# Sibaral
Sibaral est un projet de détournement des fleuves sibériennes de l'Ob et de l'Irtych au temps de l'URSS pour alimenter la mer d'Aral et surtout permettre une plus ample irrigation en Asie centrale. La première idée de ce projet émerge en 1870, l'idée revient en 1940 puis de nouveau en 1976. En 1960, le projet prévoyait un transfert initial de 27,2 km³ d’eau par an à partir de l’Ob et de l’Irtych, pour irriguer 4,5 millions d’hectares qui serait augmenté dans une deuxième phase à un volume de 60 km³. Le projet est définitivement abandonné en 1986, par Mikhaïl Gorbatchev. Dans les années 2000, des propositions de relance du projet ont été faites par l'Ouzbékistan et par des personnalités russes dont Iouri Loujkov. Il prévoit alors un transfert de 6 % du volume de l'Ob soit 27 à 37 km³ par an. Le projet est estimé coûter entre 30 et 34 milliards de dollars. 